# Peter van Ooijen
Peter van Ooijen (Rosmalen, 16 februari 1992) is een Nederlands voetballer die doorgaans als vleugelspeler speelt, maar ook inzetbaar is als middenvelder.

## Carrière
Van Ooijen begon zijn jeugdopleiding bij OJC Rosmalen, maar stapte op 8-jarige leeftijd naar FC Den Bosch. Op 11-jarige leeftijd vertrok hij naar PSV. Van Ooijen doorliep hier alle jeugdelftallen en werd aan het begin van het seizoen 2012/2013 definitief lid van de selectie van het eerste elftal.
Op 30 augustus 2012 maakte hij zijn debuut in het betaald voetbal in de wedstrijd om de UEFA Europa League 2012/13 tegen FK Zeta uit Montenegro. Hij was meteen in zijn eerste wedstrijd voor PSV tweemaal trefzeker, in de wedstrijd die met 9–0 werd gewonnen. Bij aanvang van het seizoen 2013/14 speelde hij als aanvoerder zijn wedstrijden bij Jong PSV en maakte hij op 3 september 2013 zijn competitiedebuut in de wedstrijd tegen Sparta Rotterdam. Twee maanden later maakte hij zijn eredivisiedebuut in de wedstrijd tegen PEC Zwolle, maar hij bleef verder zijn wedstrijden bij Jong PSV afwerken.
Eind maart 2014 liet Van Ooijen, via zijn zaakwaarnemer Mino Raiola, weten dat hij meer speeltijd wilde in het eerste elftal van PSV en anders de club wilde verlaten. Begin april 2014 maakte PSV hierop bekend het contract van Van Ooijen niet te zullen verlengen, door een optie in zijn contract niet te lichten. Nadat diverse clubs hun interesse hadden laten blijken aan de middenvelder tekende hij een eenjarig contract bij Go Ahead Eagles, met een optie voor een tweede seizoen.
Van Ooijen degradeerde in 2015 met Go Ahead Eagles naar de Eerste divisie, maar daalde zelf niet mee af. In plaats daarvan tekende hij in juni 2015 een tweejarig contract bij Heracles Almelo, de nummer veertien in de Eredivisie het voorgaande seizoen. In zijn verbintenis werd een optie voor nog een seizoen opgenomen. Heracles lijfde hem transfervrij in. Hij maakte op 4 februari 2017 zijn eerste doelpunt in de Eredivisie, uit tegen Willem II. Van Ooijen was in Almelo niet verzekerd van een basisplaats en besloot zijn aflopende contract per 1 juli 2018 niet te verlengen. De clubloze middenvelder sloot vervolgens aan bij de trainingen van Jong PSV om daar zijn conditie op peil te houden. Enkele weken later tekende hij een tweejarig contract bij VVV-Venlo. Na afloop van die verbintenis besloot VVV om financiële redenen niet verder met hem in zee te gaan. Vervolgens verkaste Van Ooijen naar Duitsland, waar hij een tweejarig contract tekende bij KFC Uerdingen 05 uit de 3. Liga. Na de degradatie naar de Regionalliga West keerde Van Ooijen na een jaar weer terug naar Nederland, waar hij in juni 2021 een contract tekende bij FC Emmen voor één seizoen met de optie op een tweede seizoen. FC Emmen maakte geen gebruik gemaakt van die optie, waardoor Van Ooijen een transfervrij werd. Hij verkaste vervolgens naar Helmond Sport en tekende daar een contract voor twee jaar met een optie voor een extra jaar. Dat contract werd niet verlengd, nadat hij in zijn tweede seizoen op een zijspoor belandde. In de zomer van 2024 vertrok Van Ooijen naar FC Wezel Sport, waar hij herenigd werd met voormalig VVV-clubgenoot Moreno Rutten.

## Clubstatistieken
| Seizoen                                | Club             | Competitie      | Competitie | Competitie | Beker | Beker | Internationaal1 | Internationaal1 | Overig | Overig | Totaal | Totaal |
| Seizoen                                | Club             | Competitie      | Wed.       | Dlp.       | Wed.  | Dlp.  | Wed.            | Dlp.            | Wed.   | Dlp.   | Wed.   | Dlp.   |
| -------------------------------------- | ---------------- | --------------- | ---------- | ---------- | ----- | ----- | --------------- | --------------- | ------ | ------ | ------ | ------ |
| 2012/13                                | PSV              | Eredivisie      | 0          | 0          | 3     | 0     | 3               | 2               | 0      | 0      | 6      | 2      |
| 2013/14                                | PSV              | Eredivisie      | 1          | 0          | 0     | 0     | 0               | 0               | —      | —      | 1      | 0      |
| 2013/14                                | Jong PSV         | Eerste divisie  | 25         | 3          | —     | —     | —               | —               | —      | —      | 25     | 3      |
| 2014/15                                | Go Ahead Eagles  | Eredivisie      | 15         | 0          | 0     | 0     | —               | —               | 2      | 0      | 17     | 0      |
| 2015/16                                | Heracles Almelo  | Eredivisie      | 23         | 0          | 2     | 0     | —               | —               | 4      | 0      | 29     | 0      |
| 2016/17                                | Heracles Almelo  | Eredivisie      | 15         | 2          | 2     | 0     | 0               | 0               | —      | —      | 17     | 2      |
| 2017/18                                | Heracles Almelo  | Eredivisie      | 23         | 1          | 2     | 0     | —               | —               | —      | —      | 25     | 1      |
| 2018/19                                | VVV-Venlo        | Eredivisie      | 25         | 2          | 2     | 0     | —               | —               | —      | —      | 27     | 2      |
| 2019/20                                | VVV-Venlo        | Eredivisie      | 22         | 5          | 1     | 0     | —               | —               | —      | —      | 23     | 5      |
| 2020/21                                | KFC Uerdingen 05 | 3. Liga         | 26         | 2          | —     | —     | —               | —               | —      | —      | 26     | 2      |
| 2021/22                                | FC Emmen         | Eerste divisie  | 29         | 1          | 1     | 0     | —               | —               | —      | —      | 30     | 1      |
| 2022/23                                | Helmond Sport    | Eerste divisie  | 31         | 3          | 0     | 0     | —               | —               | —      | —      | 31     | 3      |
| 2023/24                                | Helmond Sport    | Eerste divisie  | 10         | 0          | 1     | 1     | —               | —               | —      | —      | 11     | 1      |
| 2024/25                                | FC Wezel Sport   | Tweede afdeling | 15         | 2          | 2     | 0     | —               | —               | —      | —      | 17     | 2      |
| Carrière totaal                        | Carrière totaal  | Carrière totaal | 260        | 21         | 16    | 1     | 3               | 2               | 6      | 0      | 285    | 23     |
| Bijgewerkt tot en met 25 december 2024 |                  |                 |            |            |       |       |                 |                 |        |        |        |        |

1Internationale wedstrijden, te weten UEFA Europa League.

## Interlandcarrière
Van Ooijen speelde als jeugdinternational voor diverse vertegenwoordigende elftallen, maar was hierin nooit een vaste waarde.